# Hippotion unicolor
Hippotion unicolor är en fjärilsart som beskrevs av Tutt 1904. Hippotion unicolor ingår i släktet Hippotion och familjen svärmare. Inga underarter finns listade i Catalogue of Life.